# William Hyde Wollaston
William Hyde Wollaston FRS (East Dereham, Norfolk, 6 de agosto de 1766 – Londres, 2 de dezembro de 1828) foi um químico britânico, conhecido por descobrir dois elementos químicos e por desenvolver uma maneira de processar o minério de platina.

## Biografia
Wollaston nasceu em Dereham, Norfolk, Inglaterra. Em 1793, obteve o doutorado em medicina na Universidade de Cambridge. Durante seus estudos interessou-se pela química, cristalografia, metalurgia e física. O nome do mineral Wollastonita foi dado em sua homenagem. Em 1800, deixou a medicina e concentrou-se na sua vocação de químico e físico.
Wollaston tornou-se rico desenvolvendo um método físico-químico para processar o minério de platina, e no processo descobriu os elementos paládio em 1803 e ródio em 1804.
Durante os últimos anos de sua vida realizou experiências elétricas que pavimentaram o modo de criação do motor elétrico. Entretanto, a controvérsia se criou quando Michael Faraday, o primeiro a construir um motor elétrico em funcionamento, recusou conceder o crédito de Wollaston para seu trabalho mais adiantado.
Wollaston também se notabilizou por suas observações das linhas escuras do espectro solar que conduziram à descoberta dos elementos químicos do Sol, e por seus trabalhos sobre dispositivos ópticos.
Em 1793, foi eleito membro da Royal Society, onde foi secretário de 1804 a 1816.
Wollaston publicou um total de 56 artigos, a maioria no Philosophical Transactions, da Real Sociedade de Londres, nas áreas de química, mineralogia, cristalografia, eletricidade, mecânica, física, botânica, astronomia, fisiologia e patologia.
A partir de 1800, seus olhos foram afetados por uma doença desconhecida e, em 1827, foi diagnosticado um tumor em seu cérebro, que culminou na sua morte um ano depois, no dia 2 de dezembro de 1828.

## Publicações
- Wollaston, William Hyde (1805). On the force of percussion
- Wollaston, William Hyde (1808). «On Super-Acid and Sub-Acid Salts». Phil. Trans. 98: 96–102. doi:10.1098/rstl.1808.0006